# Шахидбхагатсингхнагар
Шахидбхагатсингхнагар (в.-пандж. ਸ਼ਹੀਦ ਭਗਤ ਸਿੰਘ ਨਗਰ ਜ਼ਿਲਾ; хинди शहीद भगत सिंह नगर ज़िला; англ. Shahid Bhagat Singh Nagar), ранее — Наваншахр — округ в индийском штате Пенджаб. Образован 7 ноября 1995 года из частей территорий округов Джаландхар и Хошиарпур. Административный центр — город Наваншахр. Площадь округа — 1266 км². По данным всеиндийской переписи 2001 года население округа составляло 587 468 человек. Уровень грамотности взрослого населения составлял 76,4 %, что выше среднеиндийского уровня (59,5 %). Доля городского населения составляла 13,8 %.